# Kim Kwon
Kim Geon-woo (Hangul: 김건우, RR: Gim Geon-u; Seúl, 16 de mayo de 1989), más conocido como Kim Kwon (Hangul: 김권, RR: Gim Gwon), es un actor surcoreano.

## Biografía
Estudió arte dramático en la Universidad Dongguk.

## Carrera
Es miembro de la agencia "1n1 Stars".
En febrero de 2013 se unió al elenco recurrente de la serie Flower of Revenge donde interpretó a Kang Sung-min, el hermano menor de Kang Hyuk-min (Kang Kyung-joon).
En 2014 se unió a la serie Secret Love Affair (también conocida como "Secret Affair") donde dio vida a Shin Woo-sung, el joven amante de Seo Young-woo (Kim Hye-eun). Ese mismo año interpretó a Park Tae-hyung de joven, quien más tarde se convertiría en un magnate empresarial, héroe de guerra y líder político en la serie Into the Flames.
En el 2015 se unió al elenco de la serie Heard It Through the Grapevine donde interpretó al abogado de élite Yoon Je-hoon. Ese mismo año dio vida a Han Tae-kyung en la segunda temporada de la serie Cheo Yong.
En 2016 se unió al elenco recurrente de la serie On the Way to the Airport donde interpretó a Choi Je-ah, un miembro de la familia de la asistente de vuelo Choi Soo-ah (Kim Ha-neul). También se unió al elenco recurrente de la serie Second To Last Love donde dio vida a Cha Soo-hyuk, un funcionario de 7.º y competente en la sección de turismo. Ese mismo año se unió al elenco de la película Pure Love donde interpretó a Young Il, un joven que más tarde se convierte en un médico militar.
En el 2017 apareció como invitado en el séptimo episodio de la serie Criminal Minds donde dio vida a Kang Ho-young, el amigo de Kim Hyun-joon (Lee Joon-gi).
En marzo de 2019 se unió al elenco principal del nuevo drama He Is Psychometric (también conocida como "That Psychometric Guy"), donde interpretó al misterioso Kang Sung-mo, un fiscal de la unidad especial de investigación, que es como un hermano mayor para Yi Ahn (Jinyoung), a quien le salvó la vida cuando era joven, hasta el final de la serie el 30 de abril del mismo año. El 13 de octubre del mismo año se unió al elenco de la serie Leverage donde dio vida a Roy Ryu, un miembro del equipo y una "arma humana", hasta el final de la serie el 8 de diciembre del mismo año.
En marzo de 2021 se unió al elenco recurrente de la serie Like Butterfly (también conocida como "Navillera") donde interpretó a Yang Ho-bum, un exjugador de fútbol, quien gracias a los consejos de Shim Duk-chool (Park In-hwan), comienza a cambiar su vida.

## Filmografía

### Series de televisión
| Año  | Título                             | Personaje                 | Notas                           | Ref.                 |
| ---- | ---------------------------------- | ------------------------- | ------------------------------- | -------------------- |
| 2012 | Little Girl Detective Park Hae-Sol | Min Soo-young             | Drama Special                   |                      |
| 2013 | Flower of Revenge                  | Kang Sung-min             |                                 |                      |
| 2014 | Secret Love Affair                 | Shin Woo-sung             | 9 episodios                     |                      |
| 2014 | Into the Flames                    | Park Tae-hyung (de joven) |                                 |                      |
| 2014 | Only Love                          | Jugador de fútbol         | Cameo                           |                      |
| 2015 | Heard It Through the Grapevine     | Yoon Je-hoon              |                                 |                      |
| 2015 | Cheo Yong                          | Han Tae-kyung             |                                 |                      |
| 2015 | Sweet, Savage Family               | Lee Joon-suk              |                                 |                      |
| 2016 | Second To Last Love                | Cha Soo-hyuk              | 20 episodios                    |                      |
| 2016 | On the Way to the Airport          | Choi Je-ah                |                                 |                      |
| 2016 | Voice                              | Doctor Psicopático        | Ep. 16                          |                      |
| 2017 | Criminal Minds                     | Kang Ho-young             | Ep. 7                           |                      |
| 2017 | Manhole                            | Asistente de la Iglesia   |                                 |                      |
| 2017 | Witch at Court                     | Baek Min-ho               | 15 episodios                    |                      |
| 2018 | Marry Me Now                       | Choi Moon-sik             |                                 |                      |
| 2019 | He Is Psychometric                 | Kang Sung-mo              | 16 episodios                    |                      |
| 2019 | Leverage                           | Roy Ryu                   | 16 episodios                    |                      |
| 2021 | Like Butterfly                     | Yang Ho-bum               |                                 |                      |
| 2022 | Thirty-Nine                        | Estudiante de actuación   | Aparición especial, ep. 1       |                      |
| 2022 | Rookie Cops                        | Jo Han-sol                | Aparición especial, 5 episodios |                      |
| 2023 | The Killing Vote                   | Lee Min-soo               |                                 | [ 11 ] [ 12 ]        |
| 2023 | Un amor predestinado               | Lee Hyun-seo              | Aparición especial              | [ 13 ]               |
| 2025 | ¡Entrenando por amor!              | Lee Ro-yi/Lee Bong-won    |                                 | [ 14 ] [ 15 ] [ 16 ] |

### Películas
| Año  | Título        | Personaje                | Notas |
| ---- | ------------- | ------------------------ | --- |
| 2013 | Mai Ratima    | Anfitrión del Bar n.º 3  | junto a Bae Soo-bin y Park Ji-soo                                                                         |
| 2013 | Pluto         | Han Myung-ho             | junto a Lee David, Sung Joon, Kim Kkot-bi, Ryu Kyung-soo, Jo Sung-ha y Park Hae-joon                      |
| 2013 | Days of Wrath | Lee Joon-seok (de joven) | junto a Joo Sang-wook, Kang Dae-hyun y Seo Joon-yeol                                                      |
| 2016 | Pure Love     | Young-il                 | junto a Kim So-hyun, Do Kyung-soo, Lee David, Joo Da-young, Yeon Joon-seok, Park Yong-woo y Park Hae-joon |

### Programas de variedades
| Año  | Título          | Notas |
| ---- | --------------- | ----- |
| 2011 | HIT the S STYLE |       |
| 2011 | Oh Boy          |       |

### Revistas / sesiones fotográficas
| Año  | Título          | Notas |
| ---- | --------------- | ----- |
| 2019 | Harper's Bazaar |       |

### Teatro
| Año  | Obra                  | Notas     |
| ---- | --------------------- | --------- |
| 2008 | Diary of Anne Frank   |           |
| -    | A Tale of Two Sisters |           |
| -    | Astronomical Clock    |           |
| -    | Grease                | (musical) |
| -    | Fame                  | (musical) |

## Premios y nominaciones
| Año  | Premio               | Categoría      | Trabajo                | Resultado |
| ---- | -------------------- | -------------- | ---------------------- | --------- |
| 2018 | 2018 KBS Drama Award | Best New Actor | Shall We Live Together | Ganó      |